# Taphinellina amamiensis
Taphinellina amamiensis is een keversoort uit de familie bladkevers (Chrysomelidae). De wetenschappelijke naam van de soort werd in 1961 gepubliceerd door Takehiko Nakane & Kimoto.